# Doopsgezinde kerk (Hindeloopen)
De doopsgezinde kerk (ook Vermaning) van Hindeloopen is een kerkgebouw in de Nederlandse provincie Friesland.

## Geschiedenis
De doopsgezinde kerk van Hindeloopen werd in 1653 gebouwd. In die tijd was het de grootste doopsgezinde kerk van Friesland. Oorspronkelijk was het een tweebeukige kerk, maar de beuk aan de westzijde is in 1838 omgevormd tot kosterij. Wat resteerde was een rechtgesloten zaalkerk, die in 1931 aan de Tuinen een nieuwe voorgevel kreeg. De in zakelijk-expressionistische stijl vormgegeven voorgevel van roodbruine baksteen is symmetrisch ingedeeld. Naast de iets naar voren springende brede ingangspartij in het midden bevinden zich twee kleine rechthoekige vensters. Boven de ingangspartij zijn vier grote rechthoekige vensters aangebracht. De twee grootste vensters in het midden, geflankeerd door twee kleinere. Midden in de geveltop een kleiner venster. Op beide hoeken is een liseen aangebracht. In de oude achtergevel bevinden zich twee spitsbogen vensters met houten roeden en erboven in de topgevel is een rondbogig venster met blokjes als decoratie langs de boog. De geveltop heeft de vorm van een pilaster.
Het kerkgebouw is erkend als rijksmonument.